# به این بزرگی دوستت دارم
به این بزرگی دوستت دارم (به انگلیسی: I Love You This Big) عنوان تک‌آهنگی از خواننده آمریکایی ،اسکاتی مک‌کریری است. اسکاتی برنده امریکن آیدل (فصل ۱۱)می باشد. او این تک‌آهنگ را در فینال امریکن آیدل در ۲۴ می ۲۰۱۱ اجرا کرد.